# Clanculus corallinus
Espèce
Synonymes
- Clanculus corallinus var. brunnea Bucquoy, Dautzenberg & Dollfus, 1884
- Clanculus couturii Payraudeau, 1826
- Monodonta couturii Payraudeau, 1826
- Otavia corallina Risso, A., 1826
- Trochus corallinus Gmelin, 1791 (description originale)
- Trochus multigranatus Philippi, 1848
- Trochus pharaonius Costa, O.G., 1829
- Trochus roseus Salis Marschlins, 1793

Clanculus corallinus est une espèce de petit escargot de mer de Méditerranée appartenant à la famille des Trochidae.

## Description
La taille de sa coquille varie de 6 mm à 10 mm. Elle est de forme globuleuse-conique, rouge corail ou brune, marquée sous les sutures d'étroites flammes blanches et de taches brunes, et parsemée de blanc sur la base. Les variations de couleur sont cependant importantes.
La pointe conique est aiguë. Les sutures sont sous-canaliculées. Les cinq à six verticilles sont convexes, marqués de granulosités en spirale. Le verticille abritant le corps de l'animal est arrondi, entouré de 14 ou 15 crêtes granuleuses égales, séparées par des interstices finement striés obliquement et avec des stries en spirale plus ou moins évidentes. L'ouverture oblique est subtétragonale. La lèvre externe est plissée à l'intérieur, dentée au-dessus, d'une dent généralement bifide. La marge basale est incurvée et crénelée à l'intérieur. La columelle est insérée profondément dans l'ombilic plutôt étroit, portant un fort pli dentiforme au-dessus et une grande dent quadrangulaire double à la base. La paroi pariétale est ridée. L'ombilic blanc est lisse à l'intérieur et a une marge crénelée.

## Distribution
Cette espèce est présente en mer Méditerranée.